# 504省道 (江苏省)
江苏S504省道，又名泰常线，该公路连接泰兴沿江地区与常州滨江地区，中间过江通道设有圩塘汽渡。该道路于2012年规划，新增路段（济川北路至泰常路）于2019年5月开工建设，至2022年底完成通车。

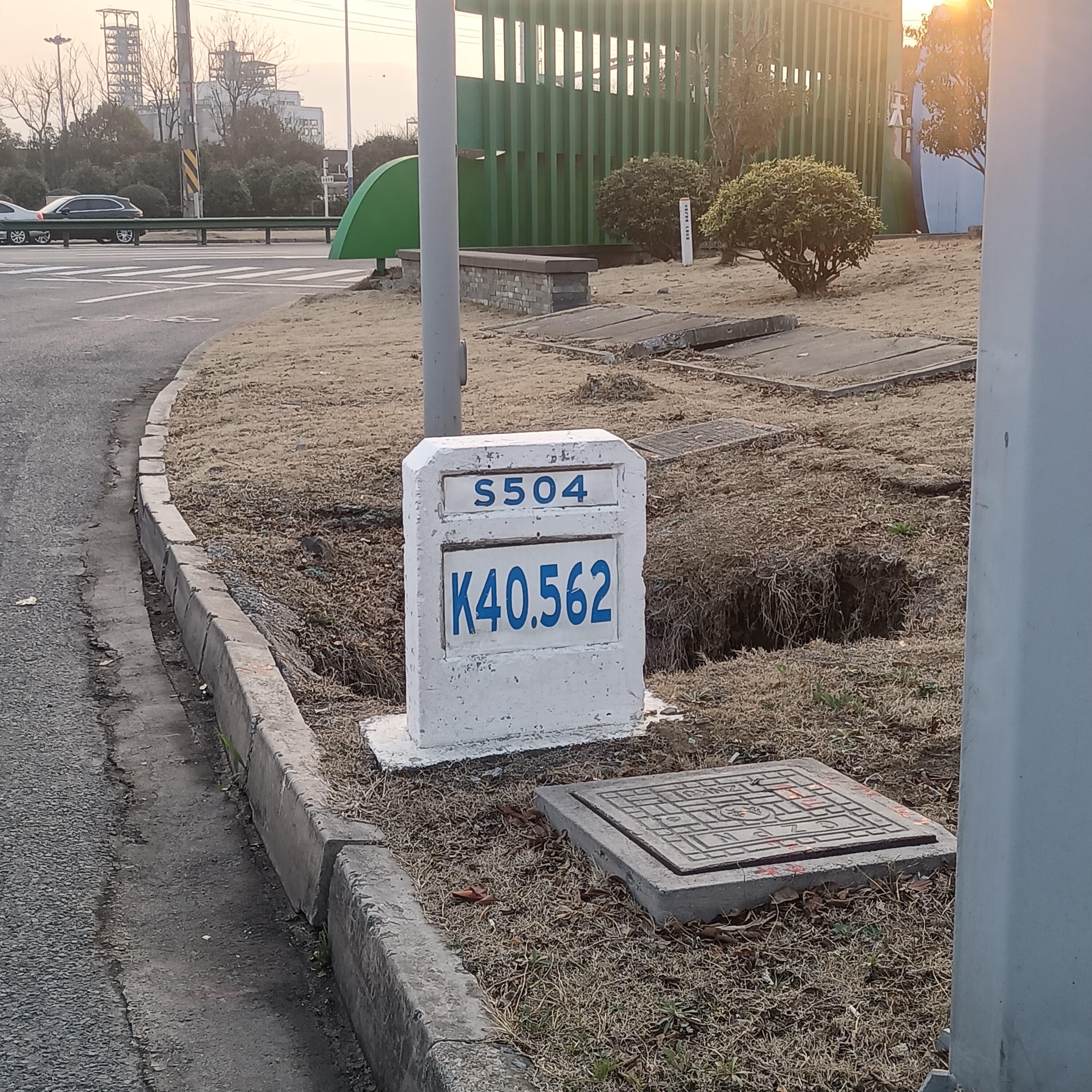
道路终点的石碑，标记全长为40km又562米